# Coleobonzia yini
Coleobonzia yini är en spindeldjursart som först beskrevs av Frank Jason Smiley 1992.  Coleobonzia yini ingår i släktet Coleobonzia och familjen Cunaxidae. Inga underarter finns listade i Catalogue of Life.